# Mézkamra
A mézkamra a kaptárnak az a része, ahol a méhcsalád mézet és virágport raktároz, és ahol nem petéz az anya. A legtöbb kaptárban elkülönül a fiasítástól. A méhésznek gondolnia kell arra: nem biztos, hogy a mézkamra teljes tartalma elvehető; ehhez a fészket is át kell néznie. A régi országos kaptárnak az volt a hibája, hogy sokszor nem maradt elég méz a méheknek a fészekben. 
A mézkamra bárhol lehet a fészekhez képest: felette, alatta, vagy mellette. Ha a mézkamra felső, akkor először ezt hordja tele a család, utána a fészket. Egyébként először a fészket tölti meg. Ezt a méhek természetes viselkedése magyarázza meg, amit még a falakó korból hoztak magukkal. Emiatt ragaszkodnak ahhoz, hogy a fészek fölött ne maradjon üres hely.
Többnyire a méhészek nem hagyatkoznak a méhek természetes gátlásaira, hanem anyarácsot használnak. Ez egy olyan rács, amin átférnek a dolgozók, de az anya és a herék nem. Így az anya a fészekben marad, és nem kalandozik el a mézkamrának szánt lépekbe. A magyar bioméhészet tiltja az anyarács használatát. Kis kaptárban azonban anyarács nélkül nem lehet mézkamrát kialakítani, mivel az anya kénytelen telepetézni a szűkös lakást. Nagy kaptárban nincs erre feltétlenül szükség. A mézkamra elkülönítésére lehet használni hizlalt lépet vagy torz sejtes lépet.

## Természetes berendezkedés
A természetes méhlakásokban (odúban, sziklaüregben, de még kasban is) a méhek fentről lefelé építkeznek, és alulról felfelé húzódnak össze. A mézet fent kezdik gyűjteni, és a fiasítás helyére hordják a további mézet. Fogyasztáskor a mézet alul kezdik el enni, és fokozatosan felfelé haladnak. Álló méhlakásban az a természetes, ha a család alul kap új lépet.
Fekvőkaptárban üres hely a fészek mellett és mögött marad, a terjeszkedés hátrafelé és oldalra halad.
A természetes berendezkedés nem mindig egyezik meg a méhész igényeivel. Ugyanis ekkor először a fészket hordják meg, és előfordul, hogy azelőtt kezdenek bőséget érezni, mielőtt még elvehető fölösleget termeltek volna. Ilyenkor a család rajzásra gondol, és lanyhábban dolgozik, bár nem biztos, hogy végül meg is rajzik. Ha ez elmarad, akkor a méztermés változatlan marad. Ezért szoktak felső mézkamrát nyitni.
Jó berendezett méhlakásban az anya összefüggő, lehetőleg gömb alakú fészekben petézik. A fészek határát virágporos-mézes lépek jelentik. A fészket nyomoréknak nevezik, ha túl hirtelen ér véget; ekkor az anya hajlamos elkalandozni ebbe az irányba, de más irányokba nem. Ha a fészek kicsi, akkor az anya igyekszik kiterjeszteni. Ha a hordás bőséges, akkor az anya kiszorulhat az eredetileg megfelelő méretű fészekből, és máshol keres helyet magának. A fejlődés időszakában bátrabban kel át az akadályokon (szabálytalan sejtek, keretlécek, hézagok), mint az összehúzódás idején. A mézkamra természetes berendezkedés esetén is elkülönül.

## Módszerek az elkülönítésre
A hizlalt lép csak felső mézkamrához jó, de ha szűk a fészek, akkor a dolgozók lerághatják a mély sejteket, hogy anyjuknak helyet készítsenek. Nagy kaptárakban azonban ez csak ritkán fordul elő. A hizlalt lépek használatának több előnye is van. Mivel a sejtek mélyebbek, ezért kevesebb kell belőlük, így munkát lehet velük spórolni a méhész és a család számára is. A méhésznek kevesebb lépet kell lesöpörnie, a fedelezés és a pergetés is kevesebb időt igényel, a családnak pedig kevesebb sejtet kell befednie. A mély sejtekbe csak mézet raktároznak; a mézbe kevesebb virágpor kerül, és mivel nem volt fiasítás a sejtekben, ezért a viaszmolyok is kevésbé támadják. A hizlalt lépek a közlekedést sem akadályozzák.
A méhek jó hordáskor építenek hizlalt lépet. A magasabb kereteknek azonban többnyire csak a felső részét hizlalják meg. A hizlaltatás felső mézkamrában, 15-20 cm magas lépekkel a legeredményesebb. A lépeket néha meg kell vizsgálni, és a talált szabálytalanságokat kijavítani. A lépek szokásos vastagsága 2,5 cm; a hizlalt lépet 4-5 cm vastagra építtetik ki. A keretlécnek is hasonló szélességűnek kell lennie.
A hizlalt lépet úgy építtetik ki, hogy a lépek között a rendesnél nagyobb távolságot hagynak. A méhek azért hízlalják a lépet, hogy helyreálljon a méhjárat. Így csak mérsékelten tudnak hízlaltatni. Egyébként először csak a rendesnél alig nagyobb távolságra helyezik őket, majd fokozatosan egyre jobban széthúzzák őket, hogy a család ne építsen zugépítményeket és viasznyelveket. A hízlalt lép építtethető normál lépből vagy műlépből is; ez utóbbi esetben gyakran tesznek be két teljes lépet is létrának.
A szellőztetés módszere egyszerű és olcsó, de eredménye bizonytalan. Azon alapul, hogy az anya kevésbé hajlamos a hűvös mézkamrába elkalandozni. Fekvőkaptárban a fészket letakarják, a mézkamrát csak rostaszövettel fedik, és megnyitják a szellőzőket.
Az angolok kedvelik a heresejtet a mézkamrában, ez azonban ellenkezik a méhek természetével. Ha a fészekben nincs elég heresejt, akkor a párzási-rajzási időszakban az anya elkalandozik, és herét petéz a mézkamrában. Ekkor a dolgozók nem szívesen hordanak bele mézet, mert a heresejteket anyjuknak tartják fenn akkor is, ha anyarács miatt az anya nem tudja bepetézni. Viszont a család szívesebben kiépíti, és a nagy sejtekből könnyebb pörgetni.

## A megnyitás ideje
A mézkamrát akkor kell megnyitni, amikor a család már elfoglalta a fészek nagy részét. Hátsó kezelésű kaptárban az utolsó lép takarása figyelhető meg, felső kezelésűben pedig az összes léputca ellenőrizhető. Figyelmeztető jel, ha a teljes fészek elfoglalása után viaszcseppek jelennek meg a keretek tetején. Ha túl későn nyitják meg a mézkamrát, akkor a család rajzásra gondolhat, és ekkor már nehéz visszatartani. Ha az állókaptár felső mézkamráját túl korán nyitják meg, akkor az lassítja a család fejlődését, mert hűti a fészket.
Fekvőkaptárban vagy bent hagyták a lépeket, vagy a család fejlődésével párhuzamosan egyre több lépet adnak. Itt nem kell külön ügyelni a megnyitás időpontjára. A mézkamra szükség esetén rendezhető, bővíthető, elzárható. 

## A mézkamra berendezése és megnyitása
A magyar bioméhészet tiltja a lépek összecserélését, hogy ne zavarják össze a méheket.

### Alsó mézkamra
Az alsó mézkamra felső kijárós állókaptárban szokásos. Télire általában a mézkamra lépjei az alsó sorban maradnak. Ha mégis raktáron voltak, akkor zavarás nélkül behelyezhetők. Mivel ez egy természetes elhelyezkedés, anyarácsot többnyire nem használnak; az anya amúgy is ritkán petézik alul. Ha mégis van ott fiasítás, akkor a fészek széléről válogatnak lépeket, vagy megvárják, amíg a fiasítás kikel. 
Ha az építés alul lassan halad, akkor valószínűleg fent kevés a lép. Ekkor a kaptárt át kell rendezni. A felső sorba a homokfalhoz 5-6 műlépes keretet függesztenek, és ezek mellé rakják a fiasításos lépeket úgy, hogy a fiatalabb fiasítás a röpnyílás közelében legyen. Ami itt nem fér el, azt az alsó sorba teszik. A fedett fiasítás is tehető az alsó sorba. Ha kikel, akkor úgyis mézet hordanak a helyére.

### Felső mézkamra
A felső mézkamra megbontja a méhcsalád természetes berendezkedését. Azért alkalmazzák, hogy a méhek ne gondoljanak rajzásra mindaddig, amíg a mézkamrát és a fészket is meg nem töltötték mézzel. Az anya akkor hajlamos elkalandozni, ha a fészek alacsony. Berendezésére és megnyitására több módszer is ismert.
A legegyszerűbb és legelterjedtebb módszer a fejelés, amikor is egy újabb szintet megtöltenek keretekkel (kiépített vagy műléppel), és ráteszik a kaptár eddig felépített részére. Leginkább alacsony lépes mézkamrához való. Ekkor ugyanis gyorsan elfoglalják, hamar kiépítik, és gyorsan meg is töltik mézzel, kiszorítva innen az anyát. További előnye, hogy fészket kevésbé hagyja lehűlni. A fejelés fokozatos, először csak egy, majd később még egy fiókot kapnak.
A lefejlesztés azon alapul, hogy a család inkább a fiasítás helyére hord mézet. A család alul kap új kereteket, esetleg műlépet. Mivel a család fentről lefelé fejlődik, ezért alul kiépítik, és ide kezd el petézni az anya, így a fészek előbb-utóbb alulra kerül. A módszer hátránya, hogy a pergetéssel meg kell várni, amíg fent az összes fiasítás kikelt.
Tartós, kisebb fölösleget adó legelőn elég a gyűjtés megkezdése előtti napon megnyitni. Rohamos hordás előtt azonban már két héttel előbb be kell rendezni. Hátsó kezelésű állókaptárban a fészekből a mézes és a fedett fiasításos lépeket átteszik felülre, helyükre pedig új lépeket, esetleg műlépet adnak. Rakodókaptárban odaszegezett alj nélkül egyszerűen megemelik a fészket, és alá teszik az új fiókot. Ha van odaszegezett alj, akkor a lépeket egyenként kell rakosgatni.
A lefejlesztés igazodik a család természetes fejlődéséhez. Nem kell azon gondolkodni, hogy jókor nyissák meg a mézkamrát. Gyenge családokhoz is alkalmas, mivel az alulra tett friss lépek kevesebb hőt vonnak el. Az építtetés gyors, a lépek megújítása is könnyű. Még kis kaptárban is mellőzhető az anyarács. Hátránya, hogy egyforma lépek kellenek a fészekbe és a mézkamrába, továbbá csak külön fenekű rakodókaptárral oldható meg gyorsan.
Az átfüggesztés a lefejlesztés módosítása, amivel az érhető el, hogy az anya hamarabb alul petézzen. Ehhez meg kell keresni, és anyaráccsal az alsó sorra zárni, miután a lefejlesztéshez hasonlóan rendezték be a kaptárt. Feltétele, hogy a család zsúfolásig töltse a fészket. A lefejlesztéshez képest előnye, hogy azonnal lesz hely a méznek, és az új fészek kiépítése és bepetézése munkát ad, így megelőzi a rajzást. Hátránya, hogy erős családot és bő legelőt igényel. 
Hasonló módszer a fészekkettőzés. Itt a fedett fiasításnak csak a felét teszik a felső sor közepére, és  mézes lépeket és műlépeket mindkét szintre. Az építés hajtóereje az, hogy helyreállítsák a fészek alakját. Feltételei a következők: Nincs elég lép, de a mézkamrában nem nagyon lenne építtetni, mivel magas keretek vannak benne. A fészek lépjei a mézkamrában is elférnek. A kaptár elég nagy ahhoz, hogy mellőzni lehessen az anyarácsot.
Rakodókaptárban, ha még lehet további gyűjtésre számítani, akkor tovább lehet bővíteni a kaptárt, vagy pergetni kell. Ha a méhész építtetni akar, akkor az új fiókot középre teszi, különben legfelülre. Azonban, ha nincs elég gyűjtés, akkor ezzel plusz munkát ad a méheknek, mert a felső fiókból az alsóba hordják a mézet, hogy helyreálljon a rend.

### Fekvőkaptár mézkamrája
Fekvőkaptárban nem lehet felső mézkamrát berendezni, emiatt felvetődik a kérdés: anyaráccsal vagy anyarács nélkül? Ha anyarácsot használnak, akkor rajzás fenyeget. Ha nem használnak, akkor a fiasítás szétszóródhat, különösen fiatal anyával. A kérdést a használt lépek magassága segít megválaszolni. Ha a lépek magasak, akkor nem kell anyarács, ha alacsonyak, akkor viszont kell. 
Rács nélküli mézeltetés esetén a fészket két mézes lép közé rendezik. A fedett fiasítás középre kerül. Ezután a méz a szélső lépekbe kerül, mert a méhek nem szeretik megszakítani a fészket. A méz bezárja a fészket, az anya csak a kikelő fiasítás helyére petézhet. Ahhoz, hogy valóban töltsék a mézkamrát, oda röpnyílást nyitnak. 
Ha használnak anyarácsot, akkor a terjeszkedés időszaka után kiveszik, mert a fészek úgyis összehúzódik. Több módszer is használ anyarácsot.
A középre zárt fészek módszere esetén az anyát és a fészket a kaptár közepére zárják ráccsal. Röpnyílásokat nyitnak két oldalra is, hogy a méhek kevésbé korlátozzák a fészket. Korlátozás esetén 3-6 lépre, egyébként 9-10 lépre zárják a fészket. 
Fekvőkaptárban is lehet átfüggesztést csinálni. Az anyát lépestül a kaptár közepére teszik, mellé oldalra összesen öt műlépet helyeznek. Ezt a szakaszt két oldalról anyaráccsal zárják, és mellé pakolják a fiasítást úgy, hogy kifelé egyre idősebb jusson. A fiasítás után a mézes és üres keretek következnek. A mézkamrákon röpnyílást nyitnak. A keretek közül hatot le kell selejtezni, így a keretek cseréje is meg van oldva. Ez a berendezés a rajzást is gátolja. Akác után a rács fölöslegessé válik, kivehető.
A fészekhelycsere csak erős családnál és rohamos főhordás előtt eredményes. Lényege, hogy megcserélik a mézkamrát és a fiasítást, közéjük rácsot tesznek, és nem nyitnak új röpnyílást. Eredetileg a méhek a fészekben teleltek, és a röpnyílás is ide nyílik. Ezzel a felső mézkamrához hasonlóan megbomlott a természetes rend. Ennek következményeként először a mézkamrát igyekeznek megtölteni. Ha a hiordás jól sikerül, akkor a röpnyílás mellé is méz kerül. 
A család mézkészletét a felső mézkamrához hasonlóan kell megítélni. Kaptárbontáskor ellenőrizni kell a fészek mézkészletét is, és szükség esetén a mézkamrából pótolni. A mézkamrába tett műlépeket a család jól kiépíti. A helycsere után néhány nappal a fészken is lehet röpnyílást nyitni. Csinálják úgy is, hogy a megfelelően szerkesztett kaptárt fordítják meg, bár így annak teteje minden páratlanodik fordításkor kényelmetlen irányba nyílik. A módszer a rajzás megelőzésére is jó.
A fészekmézkamrás mézeltetés az előzőhöz hasonló, és a kétcsaládos rendszerrel is rokon. Azon alapulk, hogy a méhek szívesen hordanak mézet a kikelt fiasítás helyére. Szokásos módszerei korlátozzák a fiasítást. Kedvező a termelő család munkamegosztására. Vigyázni kell arra, hogy ne maradjon cukoretetésből származó méz, mert az mézhamisításnak számít.
Az egyik szerint a hideg építményes kaptár egyik végén röpnyílás nélkül anyaráccsal lezárnak egy hat lépes szakaszt. Főhordás előtt egy héttel ide teszik az anyát főként nyílt fiasításos lépekkel, de üres lépeket vagy műlépeket is adnak. A rács túloldalán folytatják a fiasítást, majd utána teszik a mézes és az üres kereteket, műlépeket. A méz elvételekor a fészek az eredeti helyére tehető.  
A másik szerint két héttel a főhordás előtt rendezik be a kaptárt; a fiasítást a helyén hagyják, és az anyás szakaszba egy-két mézes, virágporos és üres lép kerül. 

### Választás a módszerek közül
A módszerek közötti választáskor a méhésznek figyelembe kell venni a kaptárak típusát, a méhlegelőt, a családok nagyságát és a várható időjárást.